# Baojun Yunhai
Baojun Yunhai (кит. 宝骏云海) — компактный кроссовер, выпускающийся с августа 2024 года подразделением Baojun совместного предприятия SAIC-GM-Wuling.

## Описание
Впервые Baojun Yunhai был представлен в мае 2024 года. Серийный выпуск начался в августе 2024 года, а продажи — в сентябре 2024 года. Выпускаются как гибридные автомобили, так и электромобили.

## Технические характеристики
Baojun Yunhai оснащён 1,5-литровым бензиновым двигателем LBG I4 и различными электродвигателями. Запас хода гибридных автомобилей варьируется от 60 до 140 км, а электромобилей — от 500 до 600 км.
Yunhai базируется на платформе Tianyu D. Коэффициент аэродинамического сопротивления составляет 0,259 Кд. В стандартной комплектации автомобиль также оснащён системой Lingmou Intelligent Driving 2.0 Max.